# Астафьевка (Амурская область)
Астафьевка — упразднённое село в Сковородинском районе Амурской области. Исключено из учётных данных в 1976 году.

## География
Располагалось на правом берегу реки Уруша, вблизи урочища Бургалинская Марь, на расстоянии примерно 40 километра (по прямой) к югу от поселка Уруша.

## История
По данным 1926 года Астафьево являлась центром Астафьевского сельсовета Рухловского района Зейского округа Дальневосточного края.
Решением Амурского исполкома от 18 мая 1976 года № 208, село Астафьевка исключёно из учётных данных как фактически не существующее.

## Население
По данным 1926 года в Астафьево имелось 13 хозяйств крестьянского типа и проживало 70 человек (40 мужчин и 30 женщин). В национальном составе населения преобладали русские.